# Osijek
Osijek (maďarsky Eszék, německy Esseg, v srbské cyrilici Осијек) je největší město v chorvatské Slavonii a čtvrté největší v zemi. Žije zde přibližně 96 tisíc obyvatel. Je správním střediskem Osijecko-baranjské župy, dopravní křižovatkou a přirozeným přístavem na řece Drávě.

## Etymologie
Podle chorvatské jazykovědy je současné jméno města slovanského původu: odkazuje na oseku, tedy suché a vhodně vyvýšené místo nad řekou a močály, kde se lze usadit. Někteří jej spojují také s chorvatským slovem pro odliv. Ve středověkých latinských písemných památkách je město uváděno jako Eszek nebo Ezeek. Tehdejší podoba jména byla ovlivněna navíc i maďarským pravopisem. Později se jméno města psalo Essegg nebo Essec. V ekavštině (v srbštině) se občas objevuje i historická podoba Osek, zatímco současná byla ovlivněna ijekavštinou.

## Poloha
Osijek se nachází na řece Drávě ve východní části Chorvatska, na hranici mezi Slavonií a Baranjí. Jako přístav na řece leží 25 km od soutoku Drávy s Dunajem. Nachází se 211 km východně od Záhřebu, 190 km severně od Sarajeva, 95 km západně od Nového Sadu, 161 km severozápadně od Bělehradu a 263 km jižně od Budapešti.

## Historie
Na místě dnešního města Osijek se nacházelo několik dávných osad. Nejznámější a nejvýznamnější z nich byla keltská vesnice Mursa. Ta se nacházela v místech dnešního Dolního města. Archeologický průzkum lokality odhalil pozůstatky keltské svatyně z 2. století př. n. l.
Po odchodu Keltů se na místě původní osady utábořili římští vojáci, kteří obsazovali území budoucí provincie Pannonia. Římské castrum mělo síť pravoúhlých ulic a malé opevnění na břehu řeky Drávy, které mělo chránit přístaviště. Přes řeku nechali Římané vystavět most.
Antické město bylo zničeno v roce 441 nájezdem Hunů.
Ve středověkých dokumentech je město poprvé připomínáno k roku 1196 v dokumentu krále Emericha Uherského, kterým cisterciáckému klášteru udělil právo vybírat clo ze zboží, převáženého přes řeku Drávu. Osijek byl zmíněn jako místo, kde obchodníci řeku často překračovali na cestách mezi Panonskou nížinou a jihovýchodní Evropou.

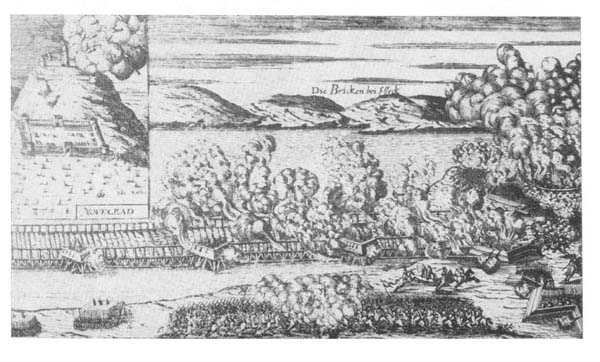
Boje o pontonový most při turecké vládě nad městem.

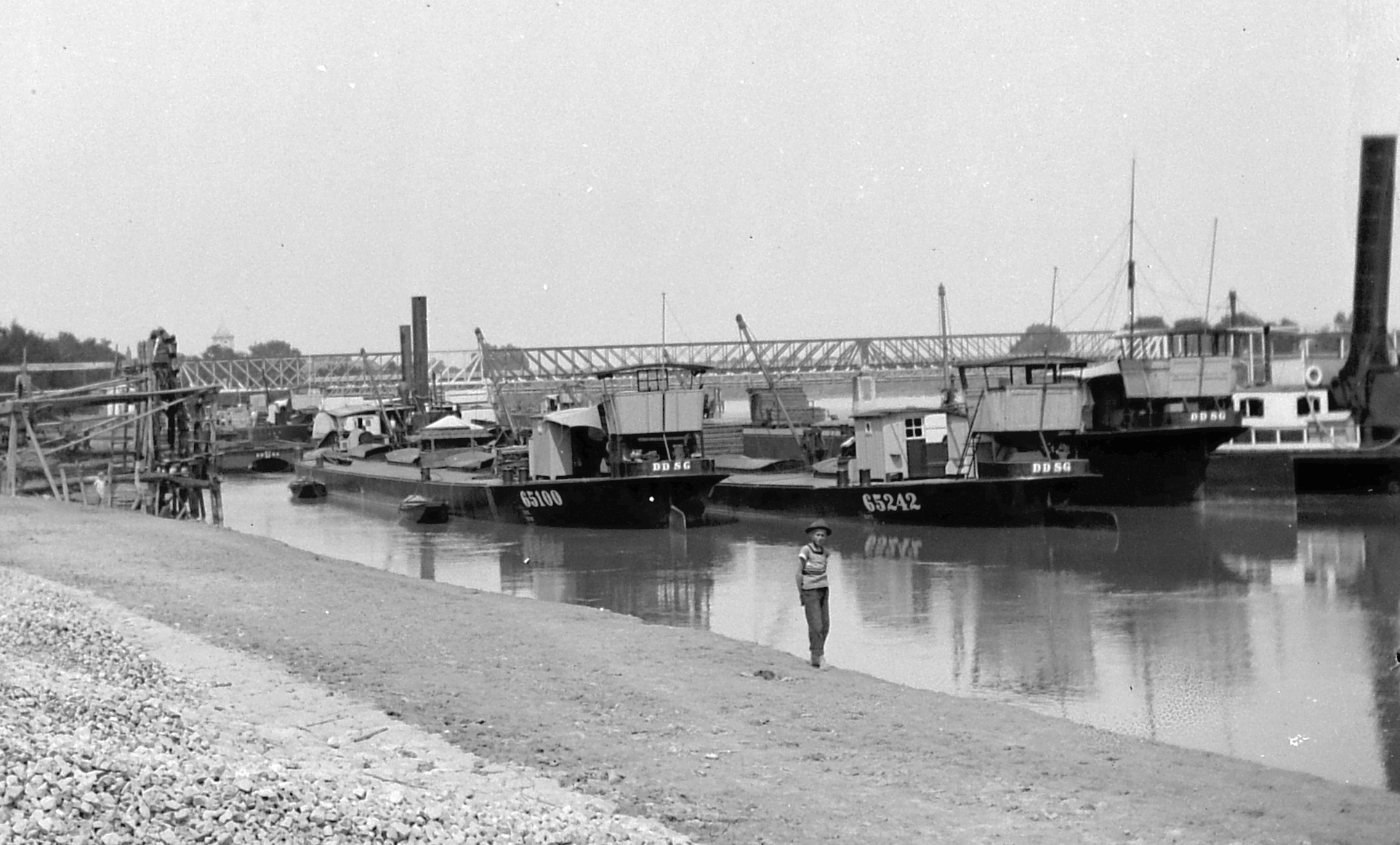
Přístaviště na Drině v roce 1922.

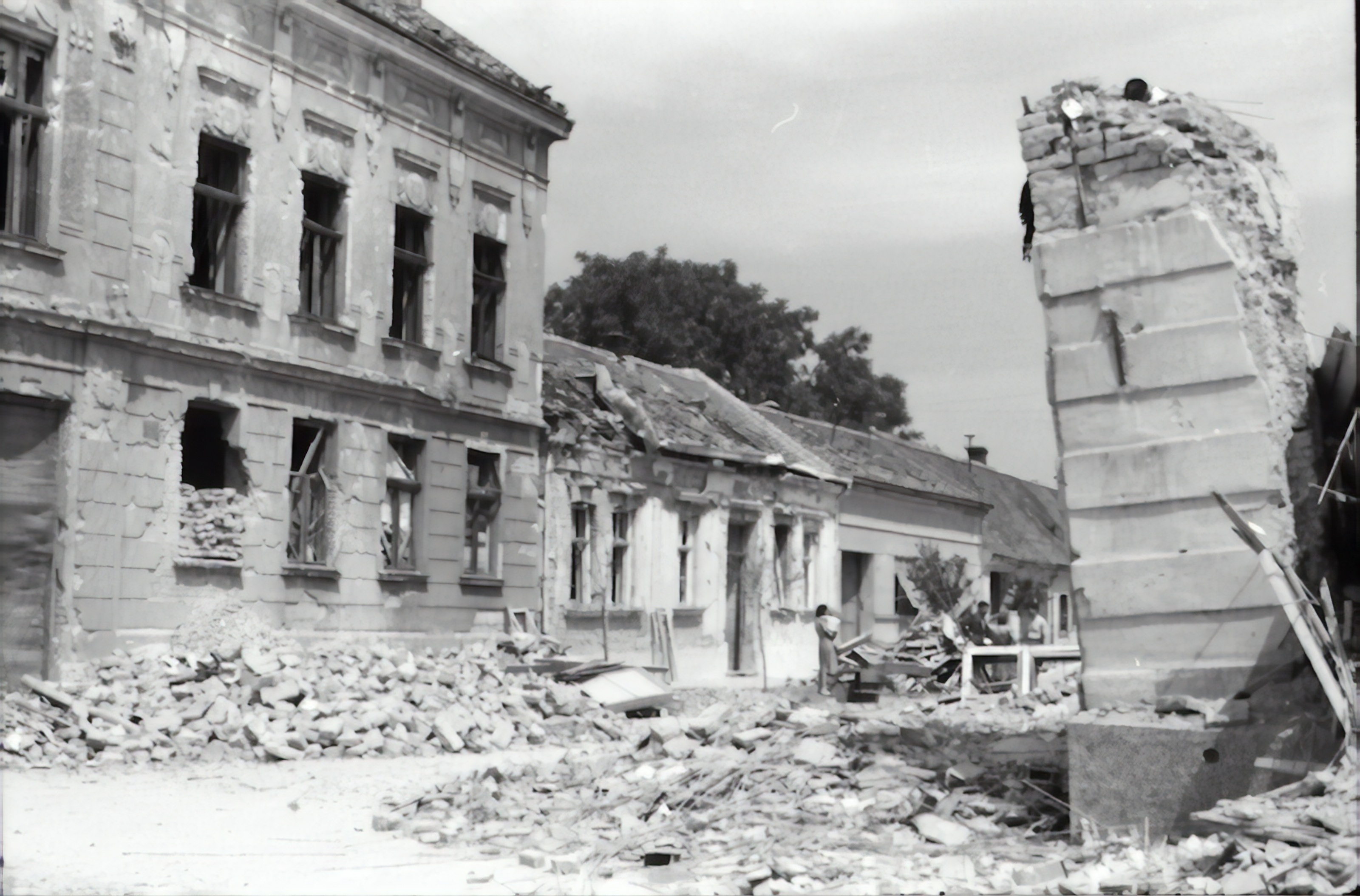
Poničený Osijek během bombardování za druhé světové války.

Postupující osmanská vojska dosáhla Osijeku 14. srpna 1526. Město se vzdalo Turkům bez boje, podle některých zdrojů jej však turecký vojevůdce Ibrahim-paša nechal i tak poté srovnat se zemí. Sultán Sulejman I. jej následně nechal obnovit a nařídil zbudovat pontonový most přes řeku Drávu. Město se začalo opět rozvíjet jako obchodní středisko. Navštívil je i turecký cestovatel Evlija Čelebi, který zaznamenal čilý ruch osmanské armády a popsal i Kasim-pašovu mešitu, jejíž základy odhalil archeologický průzkum ve 20. století. Pod Križanićovým náměstím se nacházel náhrobek (turbe), který byl později také odkryt.
Pod tureckou nadvládou zůstal Osijek 160 let. Vojska Svaté ligy jej obsadila 29. září 1687, v samotném závěru tzv. velké turecké války, v níž se křesťanským armádám podařilo získat území celých Uher až po řeku Sávu. Turci ještě jednou neúspěšně obléhali město v roce 1690. Podařilo se jim jej však při něm poměrně značně poničit. Konec turecké nadvlády potvrdil Karlovický mír, který určil novou hranici mezi oběma mocnářstvími na řekách Dunaj a Sáva, daleko od Osijeku.
Od té doby bylo město součástí habsburské monarchie. Kvůli jeho strategické poloze blízko hranice s osmanskou říší byla na břehu řeky Drávy vybudována v letech 1712–1721 pevnost (dnešní Tvrđa). Město samotné bylo přestavěno v barokním stylu; byla zde silná vojenská posádka. Obnova města byla zahájena již v roce 1691.
Na počátku 18. století dorostl Osijek do takové velikosti, že jeho některé jeho části získaly vlastní správu a vznikly tak samostatné městské části. Z počátku byly tři (Vnitřní Město, Horní Město a Dolní Město). Jako centrum regionu předstihlo město počtem obyvatel nedalekou Virovitici. Později během tereziánských reforem došlo k jejich sloučení, aby město bylo řízeno centralizovaně a mohlo se ucházet o status svobodného královského města. 
Status svobodného a královského města získal Osijek až 28. srpna 1809. Růst počtu obyvatel od 19. století se týkal především Horního Města. Roku 1870 bylo navázáno železniční spojení se zbytkem Uher vybudováním přímé trati z Budapešti. Železnice umožnila především změnu obchodních tras, neboť značná část zboží, které procházelo přes Osijek, byla do té doby přepravována po Dunaji do místního přístavu. Ta však pro Osijek nebyla nejvhodnější: zboží do Bosny a Hercegoviny bylo možné přepravovat z Uher také jinými směry. Od roku 1884 jsou v Osijeku v provozu také tramvaje.
Před vypuknutím první světové války patřil Osijek k rychle rostoucím uherským městům, kde se stavěly četné secesní vily. Hospodářský rozvoj v rámci uherského Chorvatska byl srovnatelný jen s několika dalšími městy. Na počátku 20. století pracovala značná část místního obyvatelstva buď v cukrovaru (nebo na něm napojených závodech), nebo v továrně na výrobu zápalek.
V roce 1910 mělo město podle rakousko-uherského sčítání lidu 31 338 obyvatel, z nichž 12 625 bylo chorvatské národnosti, 11 269 byli Němci, 3 729 Maďaři, 2 889 Srbové a 876 se hlásilo k jiným národnostem. Drtivá většina obyvatelstva byla římskokatolického vyznání (24 976), méně se hlásilo k pravoslavné církvi (2 943), židovství (2 943) a různým protestantským církvím.
Po skončení války se stal součástí Království Srbů, Chorvatů a Slovinců a později Jugoslávie. Vznik nového státu přinesl městu hospodářské problémy, neboť řada místních podniků byla orientovaná na trhy habsburské monarchie a musela rychle hledat nová odbytiště. Ve 20. letech padlo rozhodnutí zmenšit prostor pevnosti Tvrđa a dalších menších pevnůstek a valů v okolí města. Ve 20. letech působilo v Osijeku 584 různých podniků a firem. Pro další rozvoj města bylo v polovině 30. let rozhodnuto o nové výstavbě jižně od železniční stanice. Elektrifikována byla rovněž tramvajová síť. V meziválečné Jugoslávii se však prostředků pro investice příliš nedostávalo, a bylo jich ještě méně po vypuknutí hospodářské krize ve 30. letech 20. století. Proto ani v této době nedošlo kromě uvedeného k dalšímu rozvoji města.
Po roce 1941 bylo začleněno do fašistického Nezávislého státu Chorvatsko. Nacházela se zde ilegální tiskárna partyzánského hnutí odporu, která byla v roce 1943 odvezena. Spojenecká letectva v závěru války město opakovaně bombardovala. Osijek byl zvolen jako strategický cíl, neboť se zde nacházela rafinerie a důležité nádraží. Sídlila zde také organizace příslušníků německé národnostní menšiny v Chorvatsku Deutsche Volksgruppe. Pro ustašovský chorvatský stát se vzhledem k obnově historických hranic stal Osijek pohraničním městem. Zvětšené Maďarsko zabralo část původní župy Baranja, včetně severního předmostí Osijeku. Hranice procházela středem řeky Drávy. Město bylo osvobozeno 14. dubna 1945. Po skončení války bylo místní německé obyvatelstvo vysídleno. Od roku 1945 byl opět Osijek součástí Jugoslávie.
Od roku 1949 byl Osijek ustanoven za centrum Slavonské oblasti.
Později bylo město industrializováno: byla vybudována továrna Saporia, která vyrábí čisticí prostředky; již existující cukrovar zvětšil během prvních 20 let po válce svoji kapacitu na dvojnásobek; modernizovány byly i textilní podniky (Svilana Osijek), které dosáhly nebývalé výrobní kapacity, zaměstnávaly ohromný počet lidí a vyráběly různé textilie včetně umělého hedvábí a dalších syntetických tkanin. Bylo zde rovněž zřízeno několik fakult (hospodářská, filozofická a zemědělská) a jiných vysokých škol. V roce 1975 získal Osijek i univerzitu, která v současné době (2020) nese jméno Josipa Juraje Strossmayera. Jhovýchodně od centra města vyrostla panelová sídliště. Od roku 1967 měl Osijek i první moderní obchodní dům, který navrhl architekt Milan Mihelić a získal za něj ocenění deníku Borba.
Během chorvatské války za nezávislost byl Osijek jedním ze strategických cílů jugoslávské lidové armády a k ní přidružených polovojenských formací.[zdroj?] Město bylo dlouhodobě ostřelováno a řada místních budov byla těžce poškozena. Téměř zničen byl textilní průmysl. JLA obsadila několik okolních vesnic a okrajových částí města (např. Paulin Dvor, Antunovac apod.). Na rozdíl od některých jiných měst na východě Chorvatska (např. Vukovaru) se však JLA nepodařilo Osijek nikdy obsadit. Během celé války zahynulo na území města 1500–2000 lidí, (čísla se v různých zdrojích rozcházejí). Enormní škody utrpěly průmyslové podniky.
V roce 1981 měl Osijek 104 775 obyvatel, z nichž bylo 63 373 chorvatské národnosti, 13 716 Srbů a 1 521 Maďarů. Tento podíl se po válce změnil tím, že klesl podíl Srbů z 20 % na 7,6 %. Po skončení konfliktu město postihl ekonomický útlum, snížení výroby a odliv obyvatel do jiných částí Chorvatska nebo do zahraničí. V roce 2011 počet obyvatel Osijeku činil jen něco málo přes osmdesát tisíc. Příčinou poklesu nebyla ani tolik válka v 90. letech 20. století, jako spíš hospodářský útlum po válce, deindustrializace, která zasáhla i východní Evropu, a odchod Chorvatů do zahraničí.
Ještě v druhé dekádě 21. století se v okolí města nacházela území, která byly zaminována během chorvatské války za nezávislost a ve městě zůstávaly i některé objekty, které se nedočkaly po válce obnovy.

## Administrativní dělení
Z administrativního hlediska se Město Osijek (chorvatsky Grad Osijek) dělí na sedm místních částí, které tvoří užší město, a 8 dalších místních částí mimo střed města. Patří k nim Retfala, Horní Město (Gornji grad), Průmyslová Čtvrť (Industrijska četvrt), Tvrđa, Nové Město (Novi grad), Jih II (Jug II) a Dolní Město (Donji grad).
K dalším místním částem patří Bikara, Bosutsko naselje, Cvjetno naselje, Drvljanik, Filipovica, Lijeva Obala, Lončarica, Krapinsko naselje, Našičko naselje, Sjenjak, Stadionsko naselje, Uske Njive, Vatrogasno naselje, Vijenac Augusta Cesarca, Vijenac Dinare, Vijenac Ivana Češmičkog, Vijenac Ljube Babića, Vijenac Ivana Meštrovića, Vijenac Slavka Kolara, Vijenac Stanka Vraza, Vijenac Vladimira Nazora, Zapadno predgrađe, Zeleno Polje a Žuto naselje.
K opčině města Osijek náleží 11 sídel. Většina z nich jsou velmi hustě osídlená předměstí; Tenja je nejlidnatějším sídlem v Chorvatsku bez statutu města nebo sídla opčiny.
- Brijest – 1 187 obyvatel
- Briješće – 1 318 obyvatel
- Josipovac – 4 101 obyvatel
- Klisa – 324 obyvatel
- Nemetin – 139 obyvatel
- Osijek – 84 104 obyvatel
- Podravlje – 357 obyvatel
- Sarvaš – 1 884 obyvatel
- Tenja – 7 376 obyvatel
- Tvrđavica – 578 obyvatel
- Višnjevac – 6 680 obyvatel

V čele města stojí primátor a zastupitelstvo (chorvatsky Gradsko viječe), které má 35 členů a volí svého předsedu a místopředsedu.

## Kultura

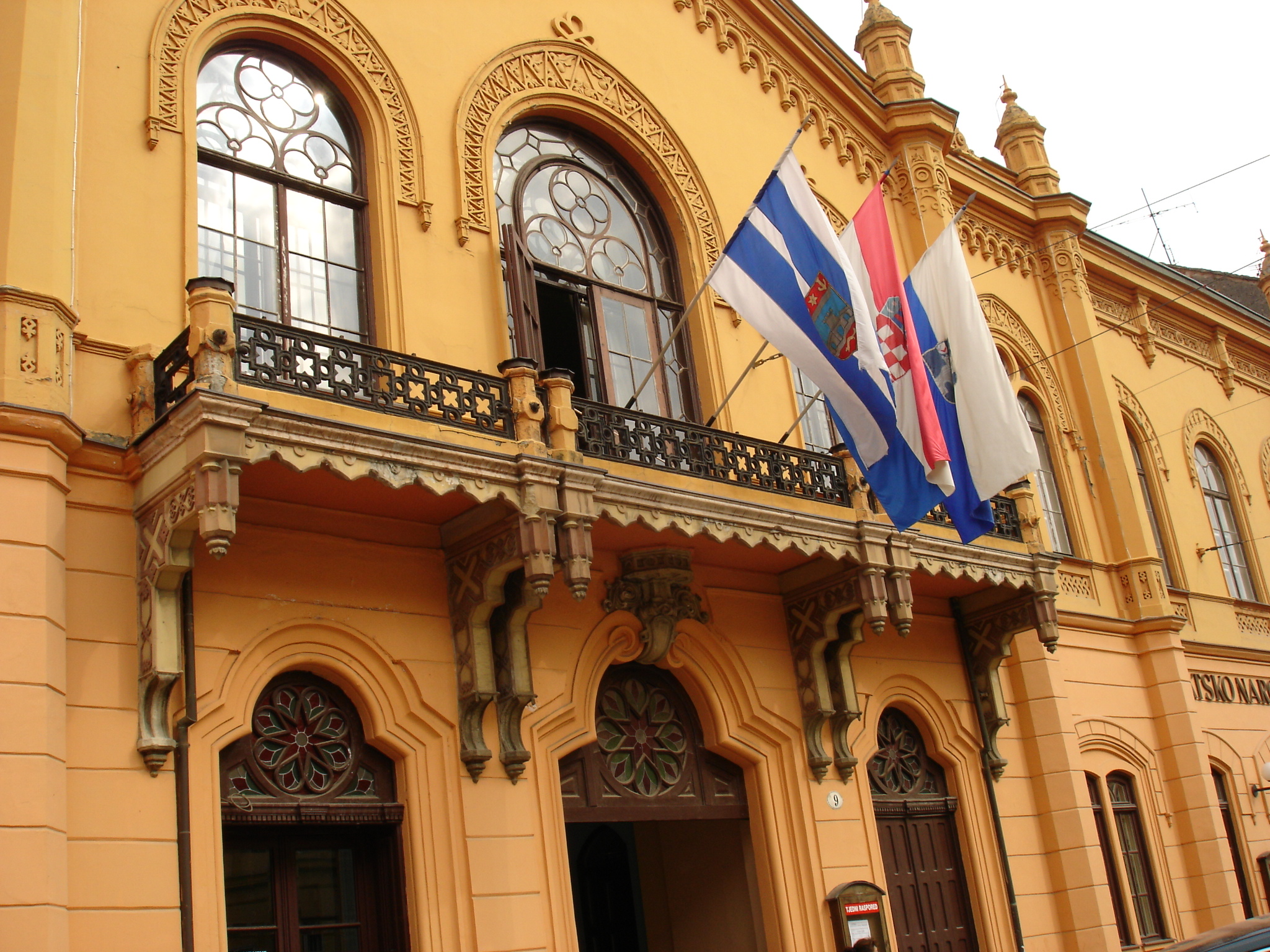
Fasáda chorvatského národního divadla v Osijeku.

Osijek je hlavní kulturní středisko centrální části Slavonie a Baranje.
Nachází se zde Muzeum Slavonie, které sídlí v pevnosti Tvrđa v historické budově osijecké radnice. Muzeum má bohatou archeologickou sbírku, umístěnou v oddělené budově. Ačkoliv je sbírka součástí Muzea Slavonie již od roku 2012, bývá někdy označována jako Archeologické muzeum. Vedle toho má Osijek ještě Muzeum lastur a vodního světa (chorvatsky Muzej školjaka i vodnenog svijeta), které se také nachází v Tvrđi a Muzeum výtvarného umění (dříve galerie).
V bývalých kasárnách se nachází Státní archiv v Osijeku; je zde také galerie výtvarného umění se sbírkou obrazů z 18. až 20. století. Kromě toho má Osijek několik dalších galerií (Městské galerie Osijek, které vystupují jako jedna městská organizace). Největší knihovnou je Městská a univerzitní knihovna v Osijeku, která sídlí v Gillmingově domě. Založena byla v roce 1949.
Ve městě se dříve nacházelo celkem pět kin, ekonomickou transformaci v 90. letech ale přežila pouze dvě; Kino Urania a Kino Europa. Kromě toho se ve městě nacházejí dva multiplexy s celkem šestnácti sály a jsou součástí moderních obchodních center.
V Osijeku se také nachází největší zoologická zahrada v Chorvatsku, a to na rozloze 11 ha.
Největší kulturní akcí, která je v Osijeku pořádána, je Osijecké kulturní léto (chorvatsky Osječko ljeto kulture). Pořádáno je pravidelně od roku 2000 v barokní pevnosti Tvrđa. Od roku 2004 se ve městě pravidelně koná hudební festival Urban fest Osijek, který je věnován amatérské hudební produkci z regionu.
V roce 2016 Osijek kandidoval na Evropské hlavní město kultury 2020, probojoval se až do finále, nakonec ale zvolen nebyl, volební komise dala přednost chorvatské Rijece.

## Ekonomika

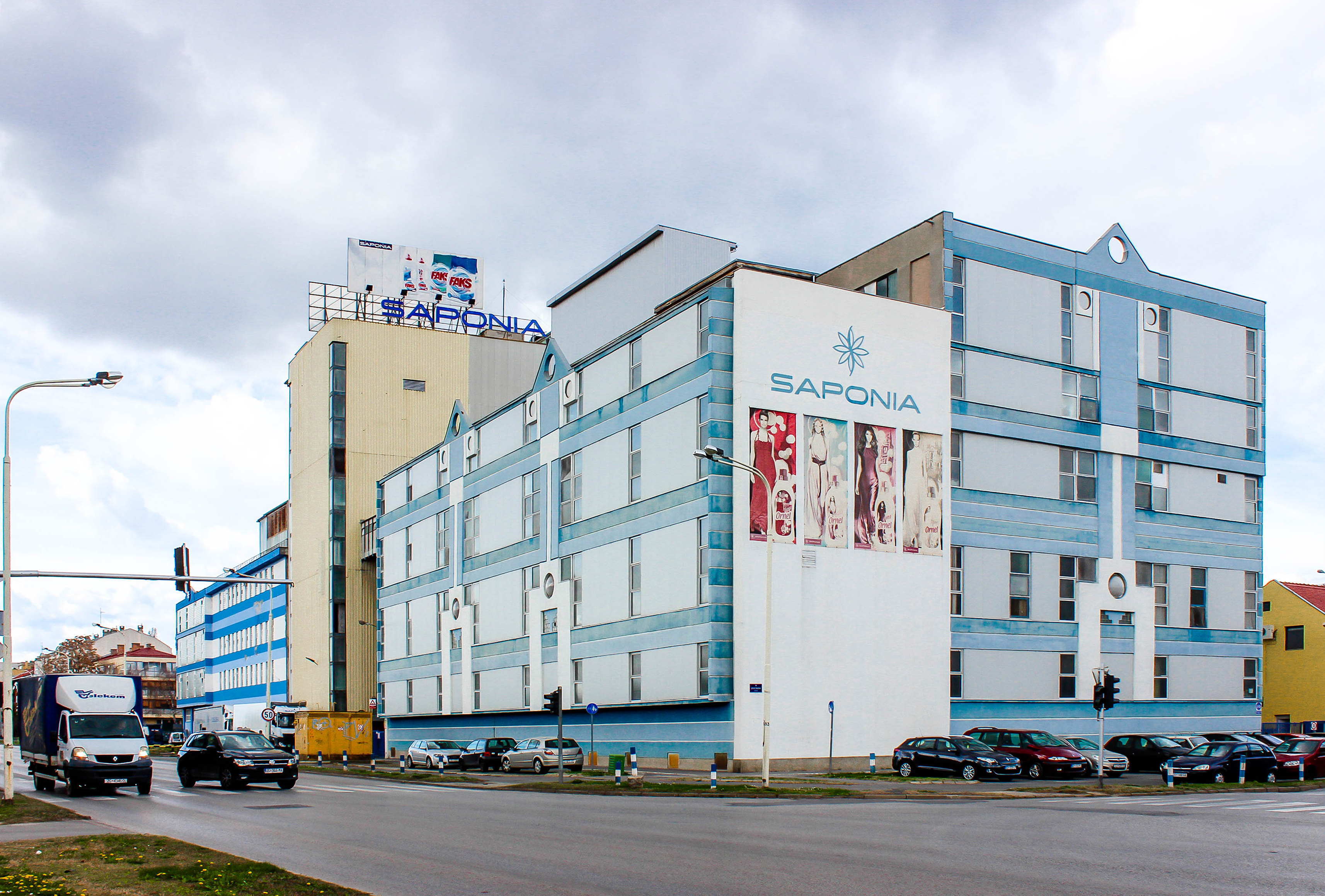
Původní továrna společnosti Saponia.

Kdysi průmyslové město bylo těžce postiženo válkou a ekonomickou transformací v 90. letech 20. století. Zatímco v roce 1990 bylo v průmyslu zaměstnáno přes 20 tisíc lidí, v první dekádě 21. století to bylo jen něco přes šest tisíc. Značný počet lidí na počátku 21. století pracoval ve službách. Pro další hospodářský rozvoj Osijeka byly zahájeny projekty jako např. Osijek Software City a Osijek – univerzitní město.
Z hlediska zaměstnanosti bylo v roce 2013 pracujících 63,4 % obyvatelstva města ve věku 15–64 let. Trend byl pro dané období klesající, podobně jako ve všech ostatních chorvatských městech se srovnatelným počtem obyvatel. V témže roce činila nezaměstnanost 17,9 %.
Průmyslové podniky se nacházejí především na východním okraji města. Mnohé továrny nebo průmyslové zóny byly opuštěny a staly se z nich brownfieldy, které se město Osijek snaží znovu využít. Pro jiné závody se podařilo sjednat vstup zahraničního investora, např. v případě mlékárny Meggle.
Byly zřízeny dvě nové průmyslové zóny, a to Svobodná zóna Osijek a IT park Osijek.

## Turistika
Od roku 2013 do roku 2018 se počet návštěvníků města zvýšil ze 40 na 60 tisíc ročně. V roce 2018 bylo vykázáno na 110 000 přenocování. Rozvoj turistiky organizuje v Osijeku Turistická organizace Osijek (chorvatsky Turistička zajednica Osijek).

## Sport
Ve městě sídlí fotbalový klub NK Osijek, založený v roce 1947.
K větším sportovním objektům v Osijeku patří Stadion Gradski vrt, Hala Gadski Vrt, Sportovní hala Zrinjevac, Sportovní hala Jug. Sokolský dům v současné době slouží pro potřeby gymnastických družstev. Hipodrom se nachází v lokalitě Pampas, kde je rovněž ve výstavbě nový stadion, který měl být dokončen v prosinci 2022. Jeho otevření se nakonec oddálilo o rok později.

## Památky

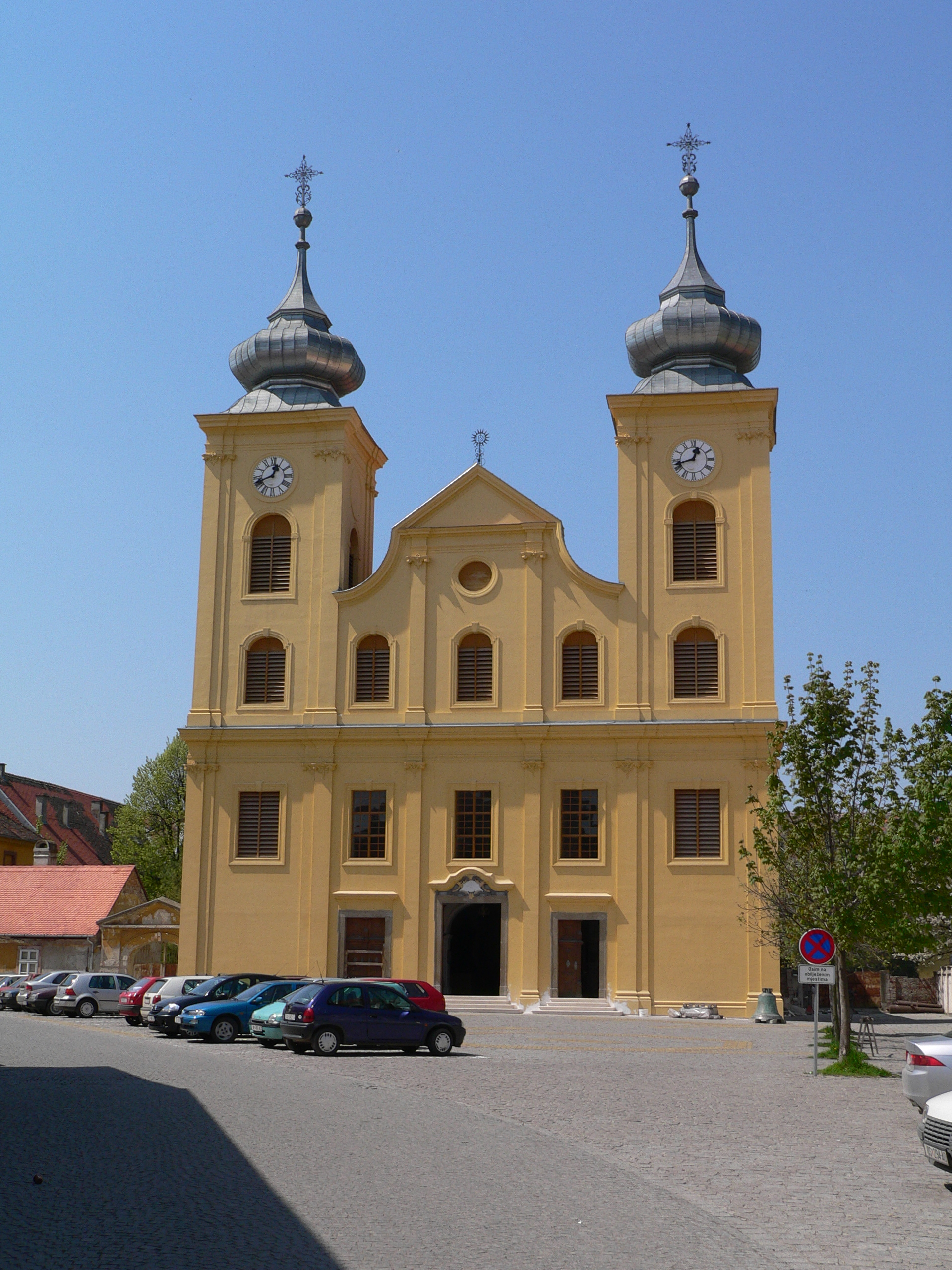
Kostel sv. Michala
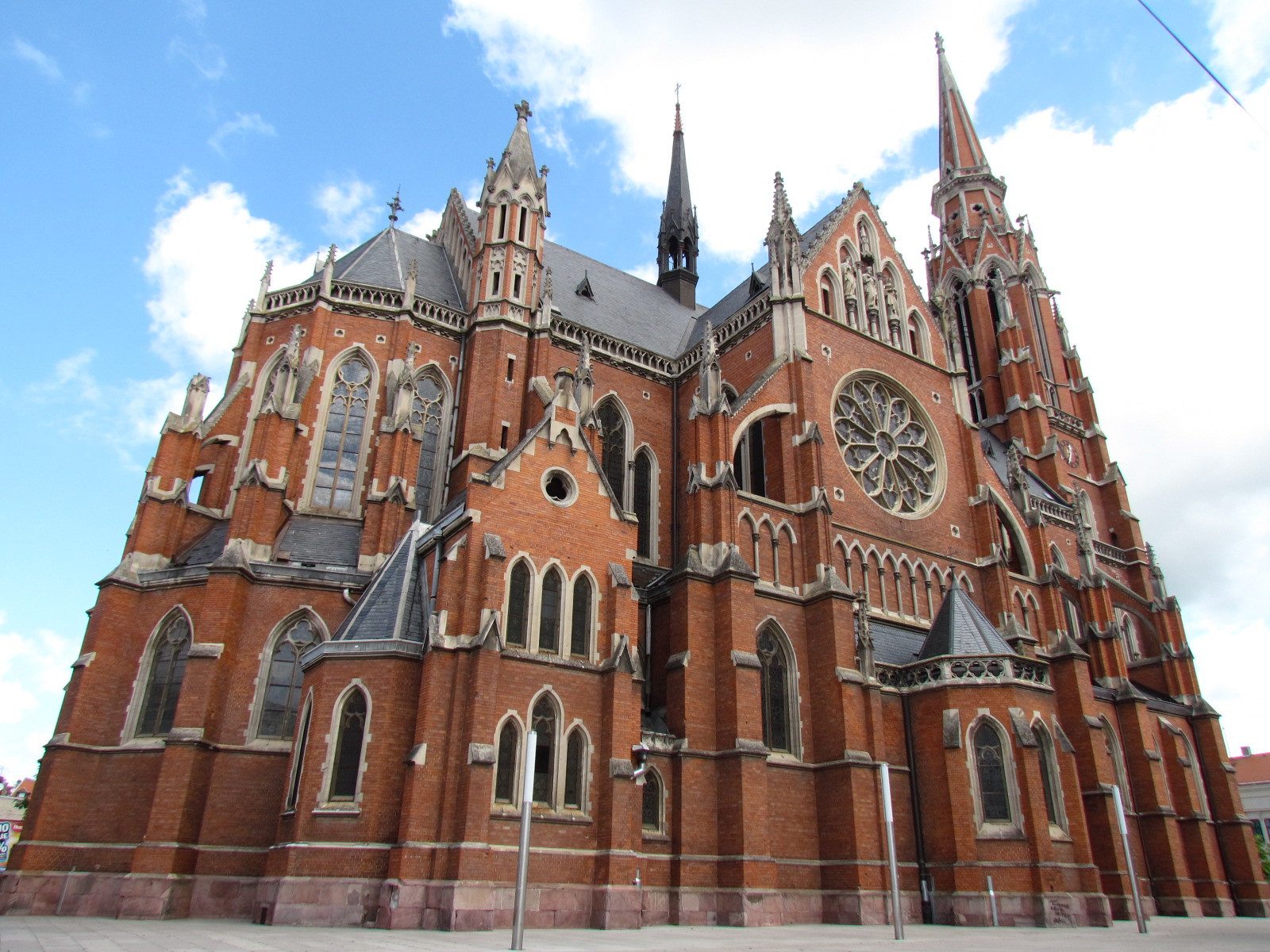
Konkatedrála
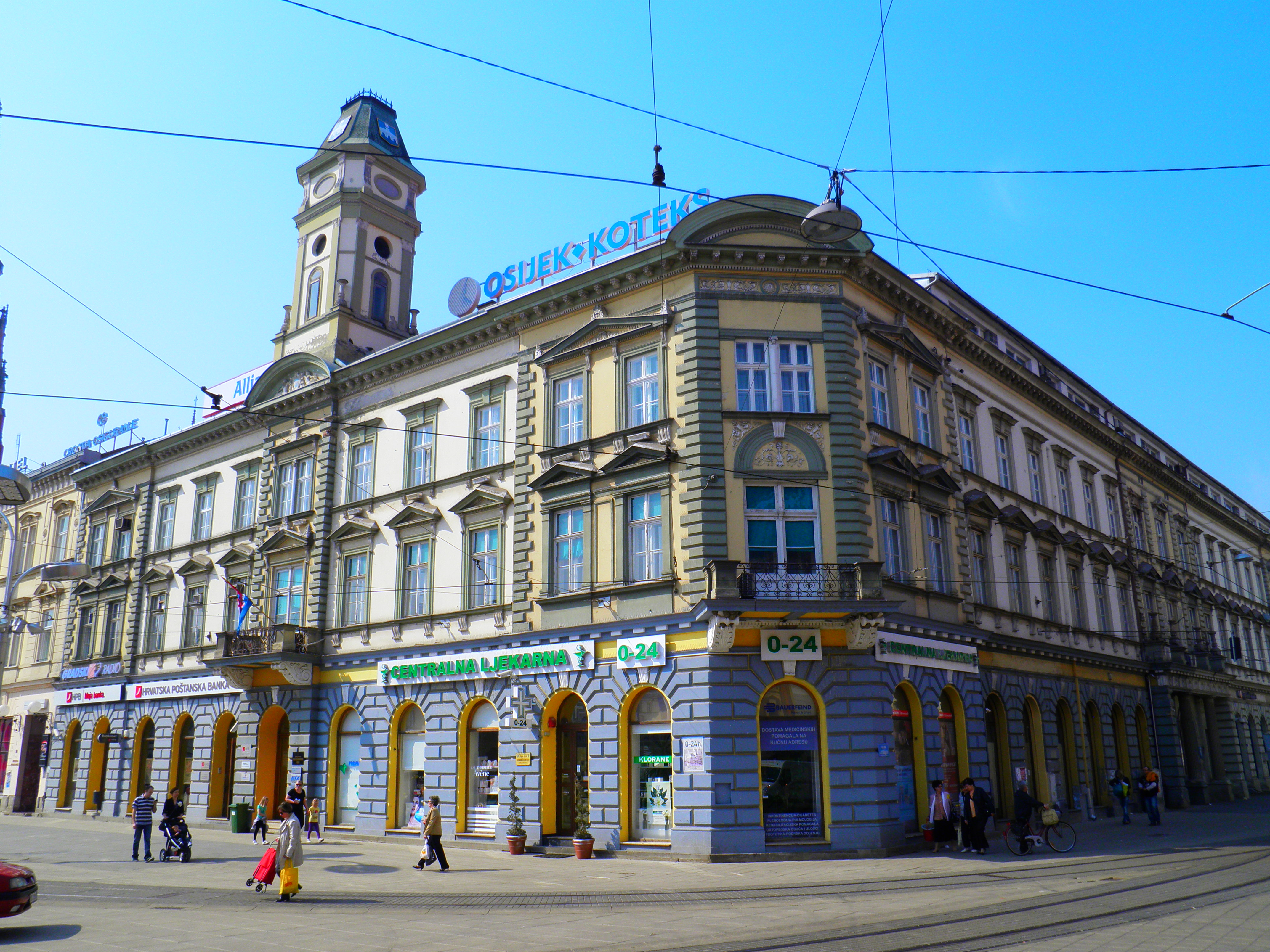
Náměstí Ante Starčeviće
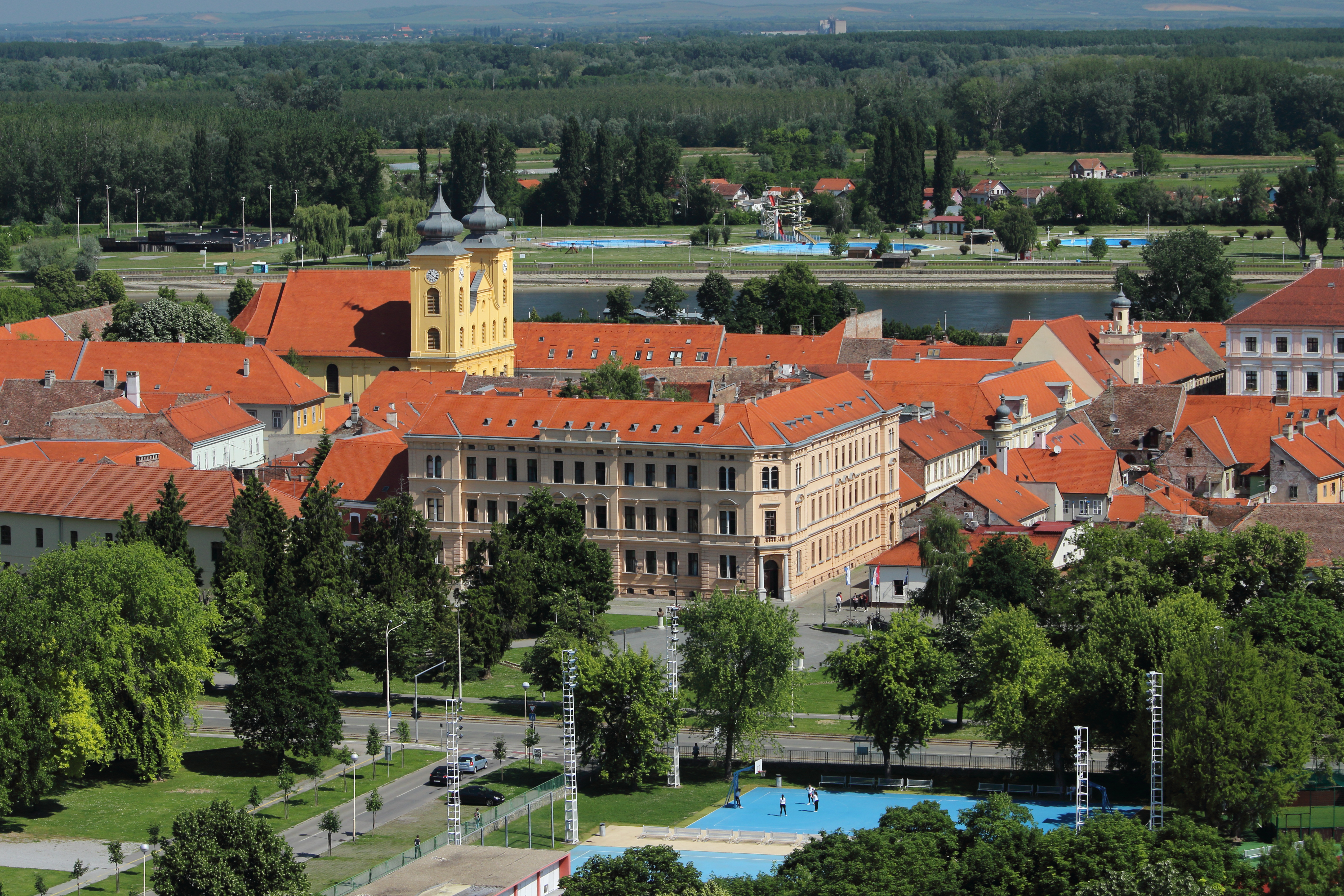
Tvrđa
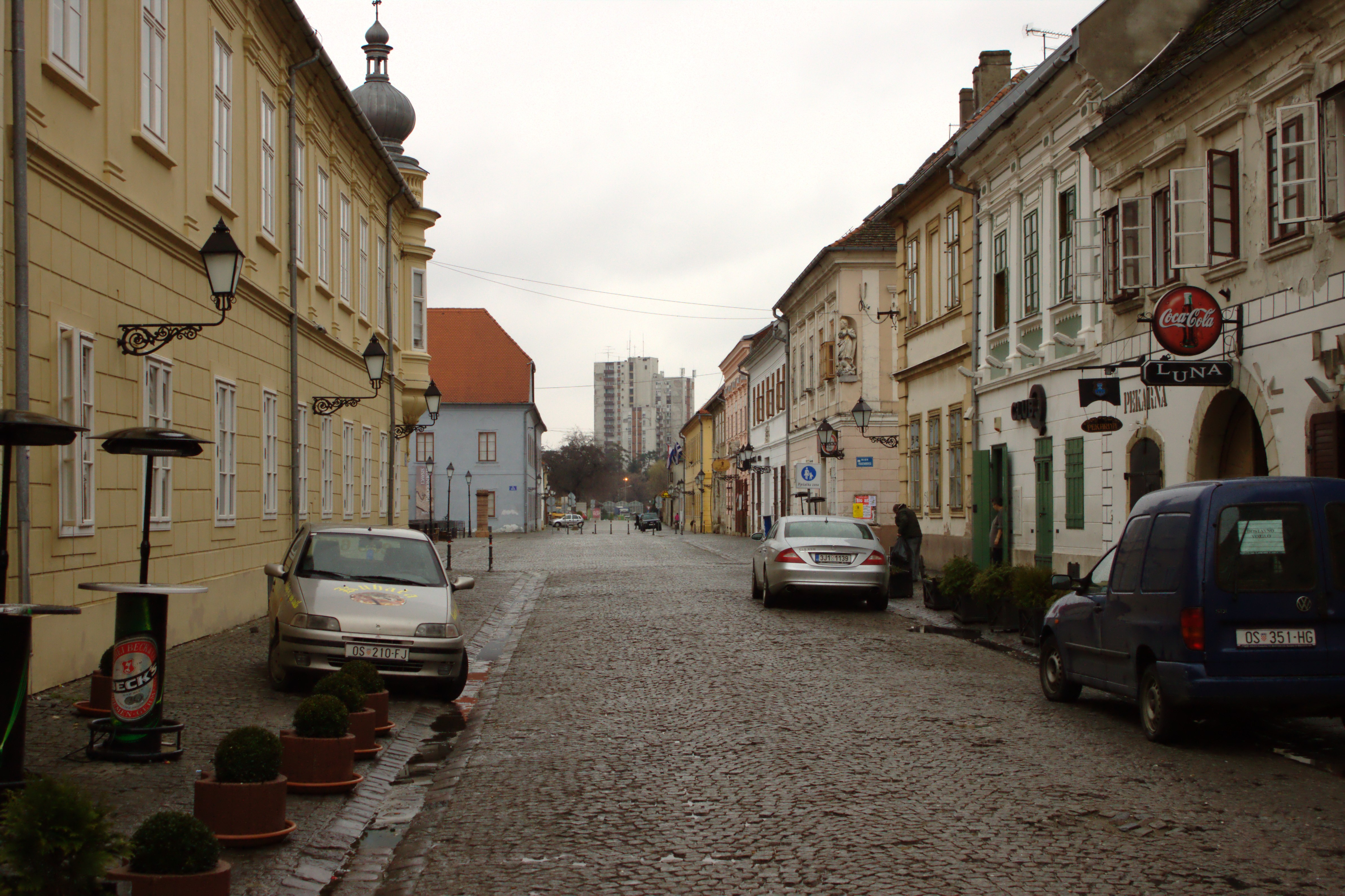
Tvrđa
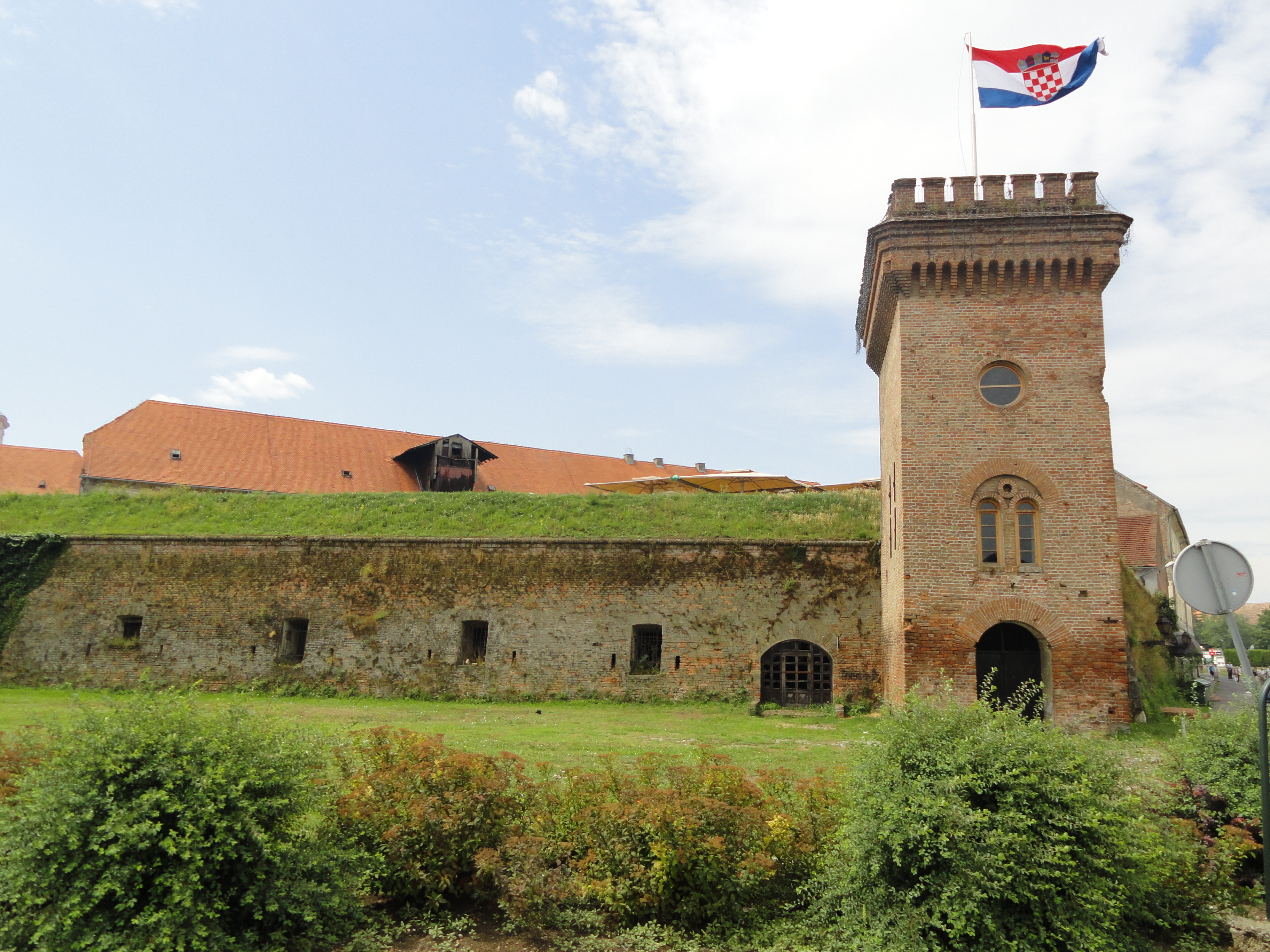
Opevnění okolo Tvrđy
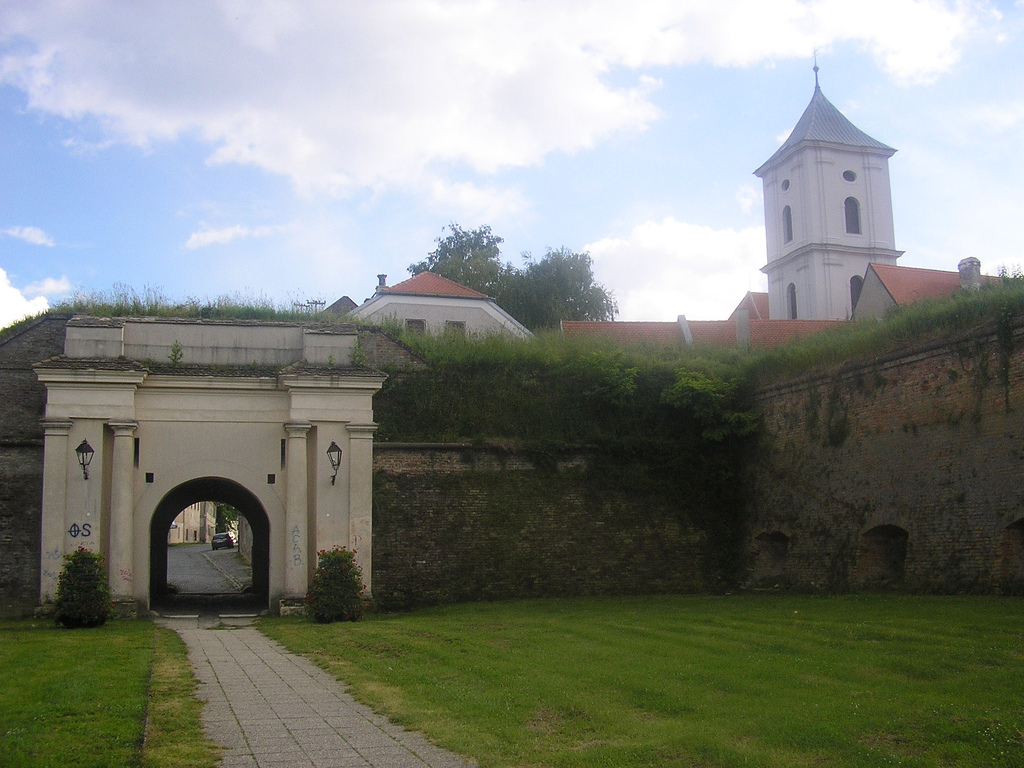
Barokní vojenská brána
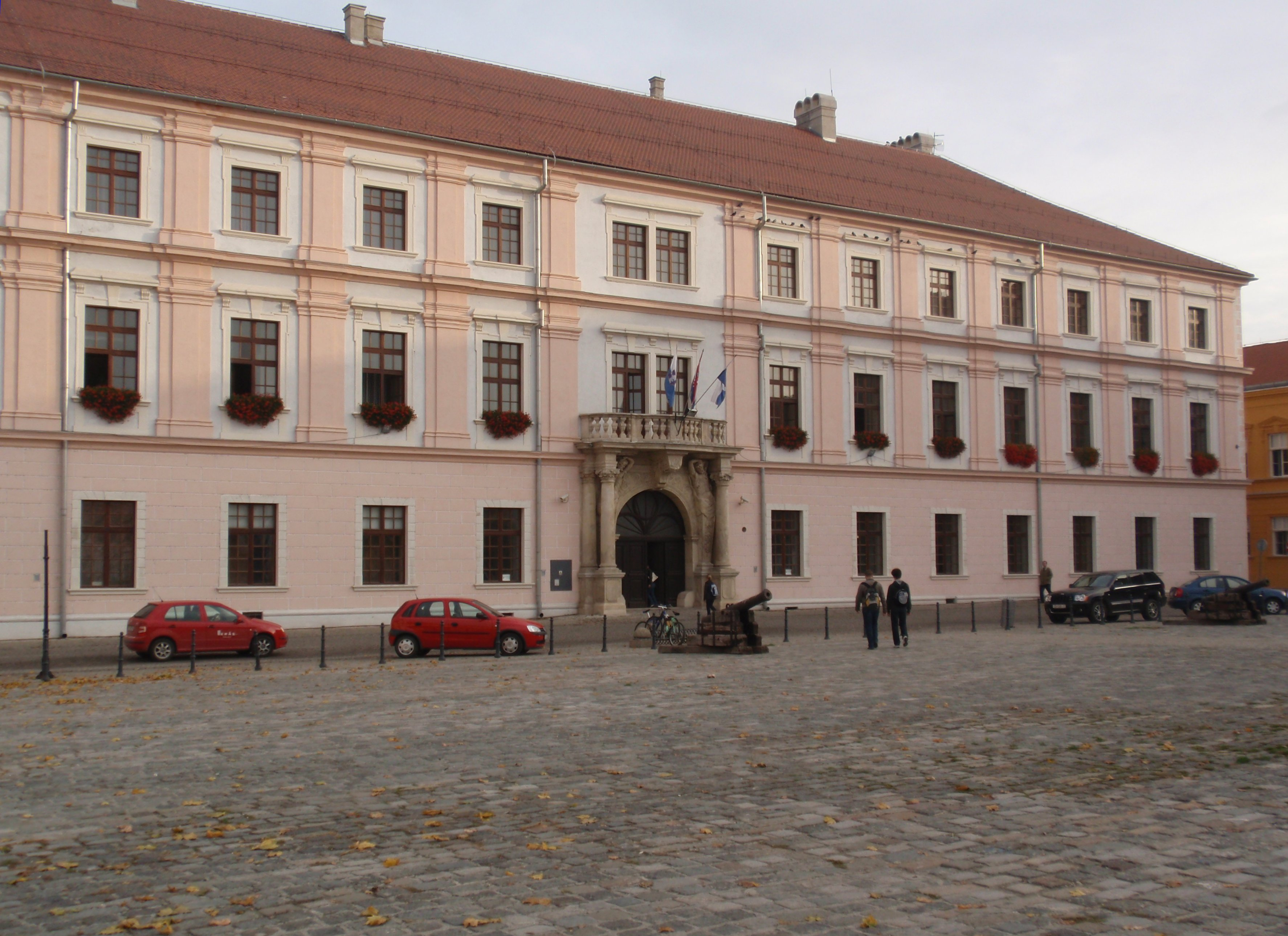
Budova rektorátu, dříve kasárna
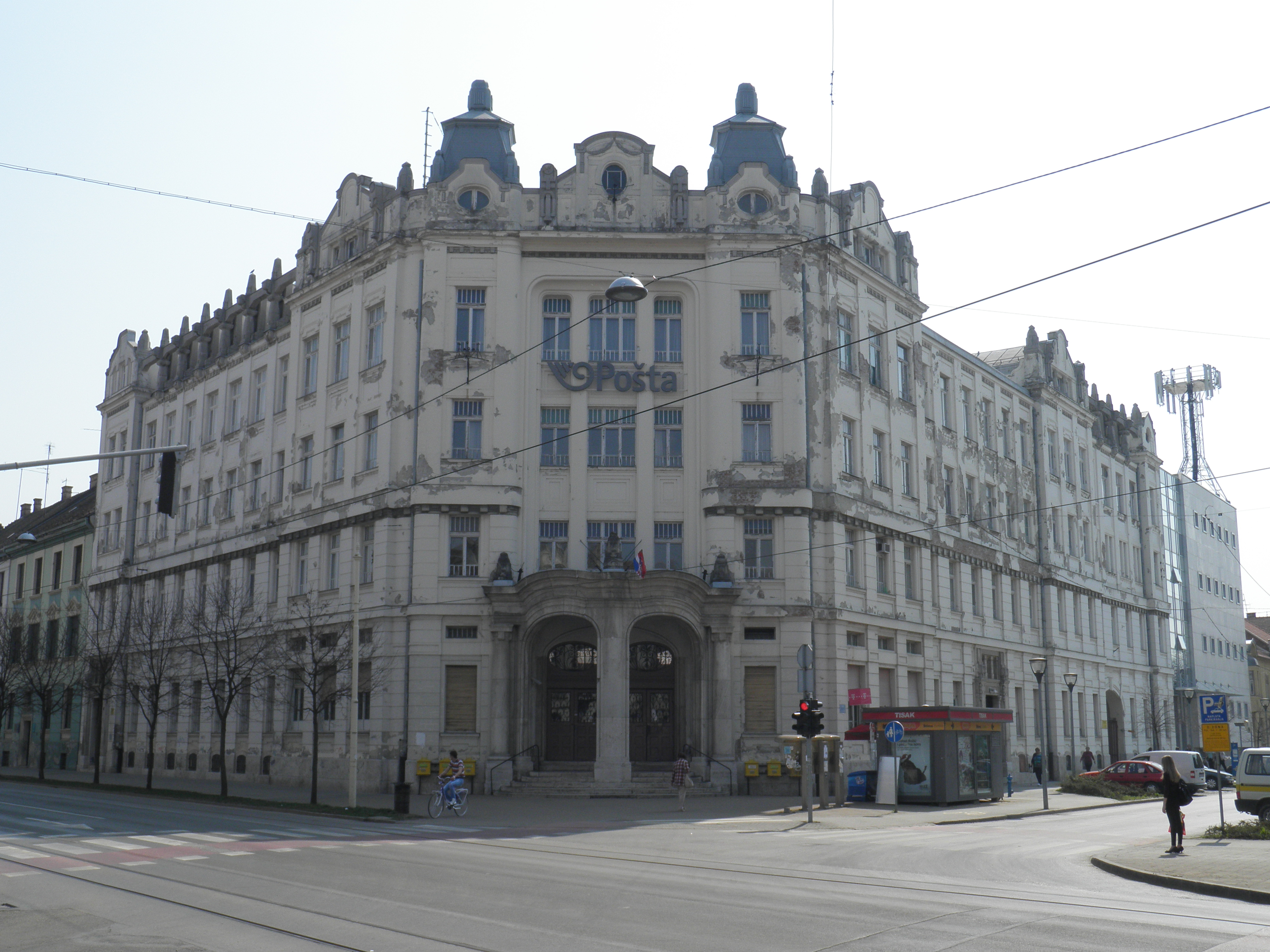
Poštovní palác
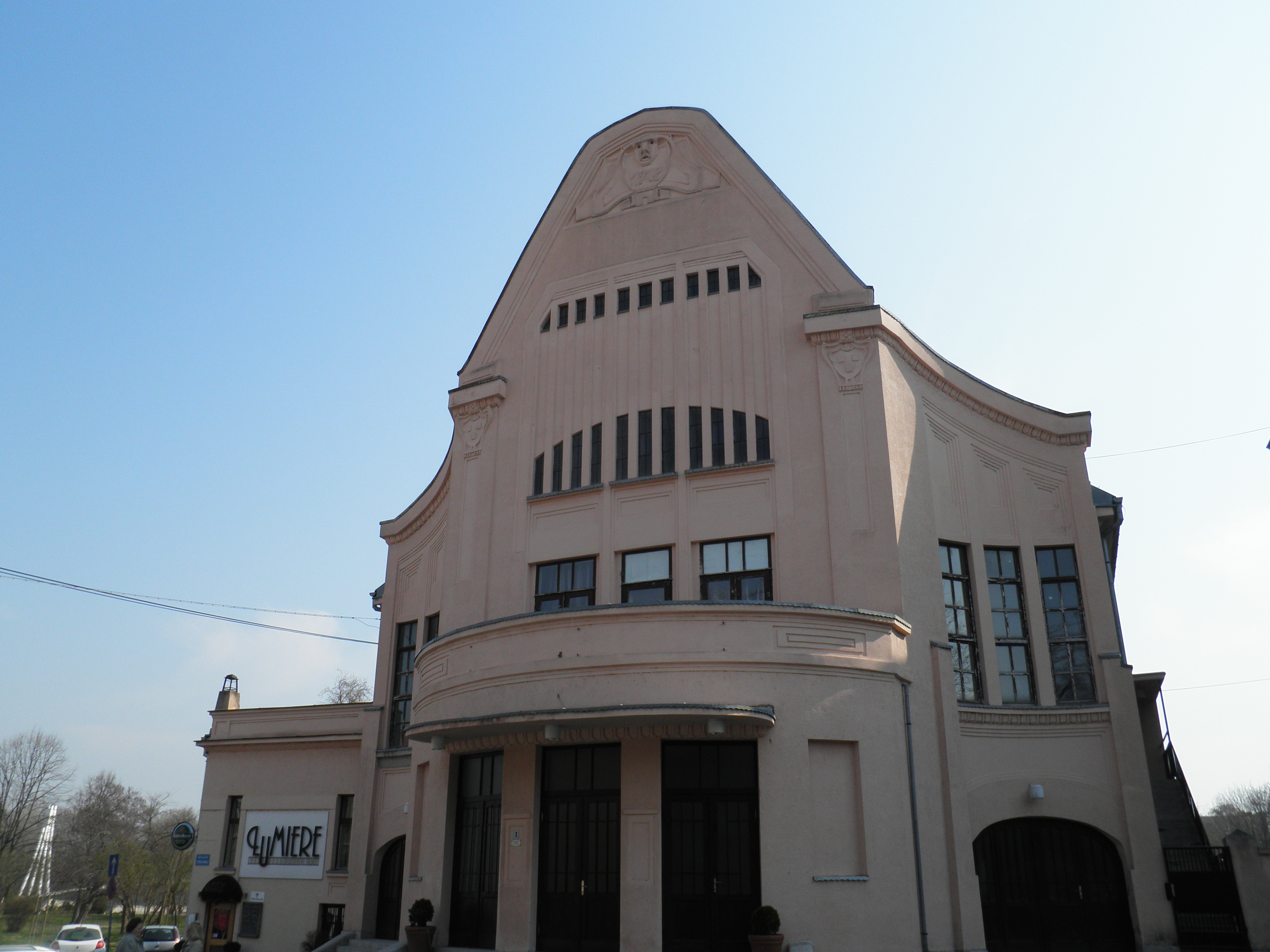
Kino Urania
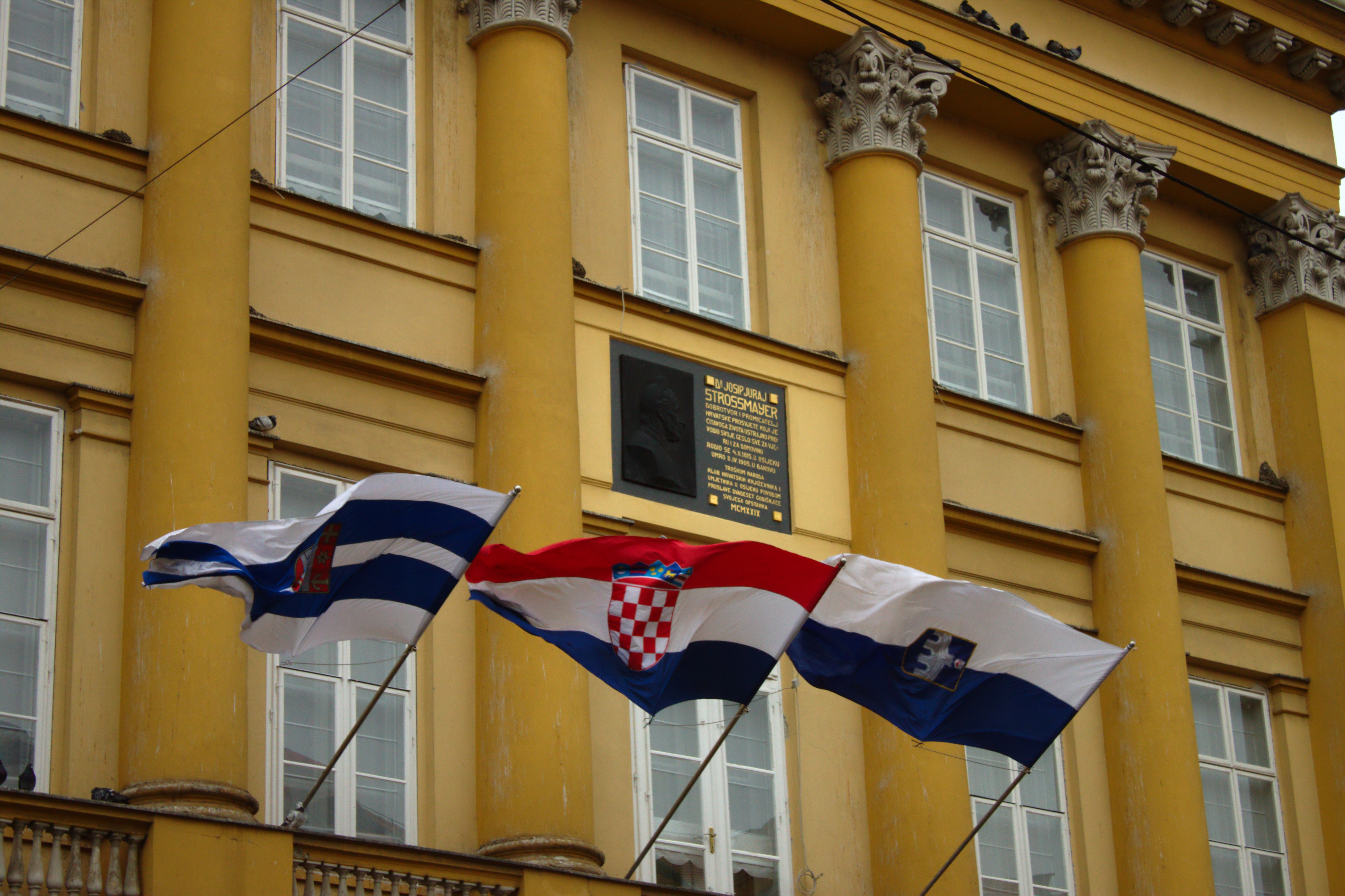
Županský úřad

## Doprava

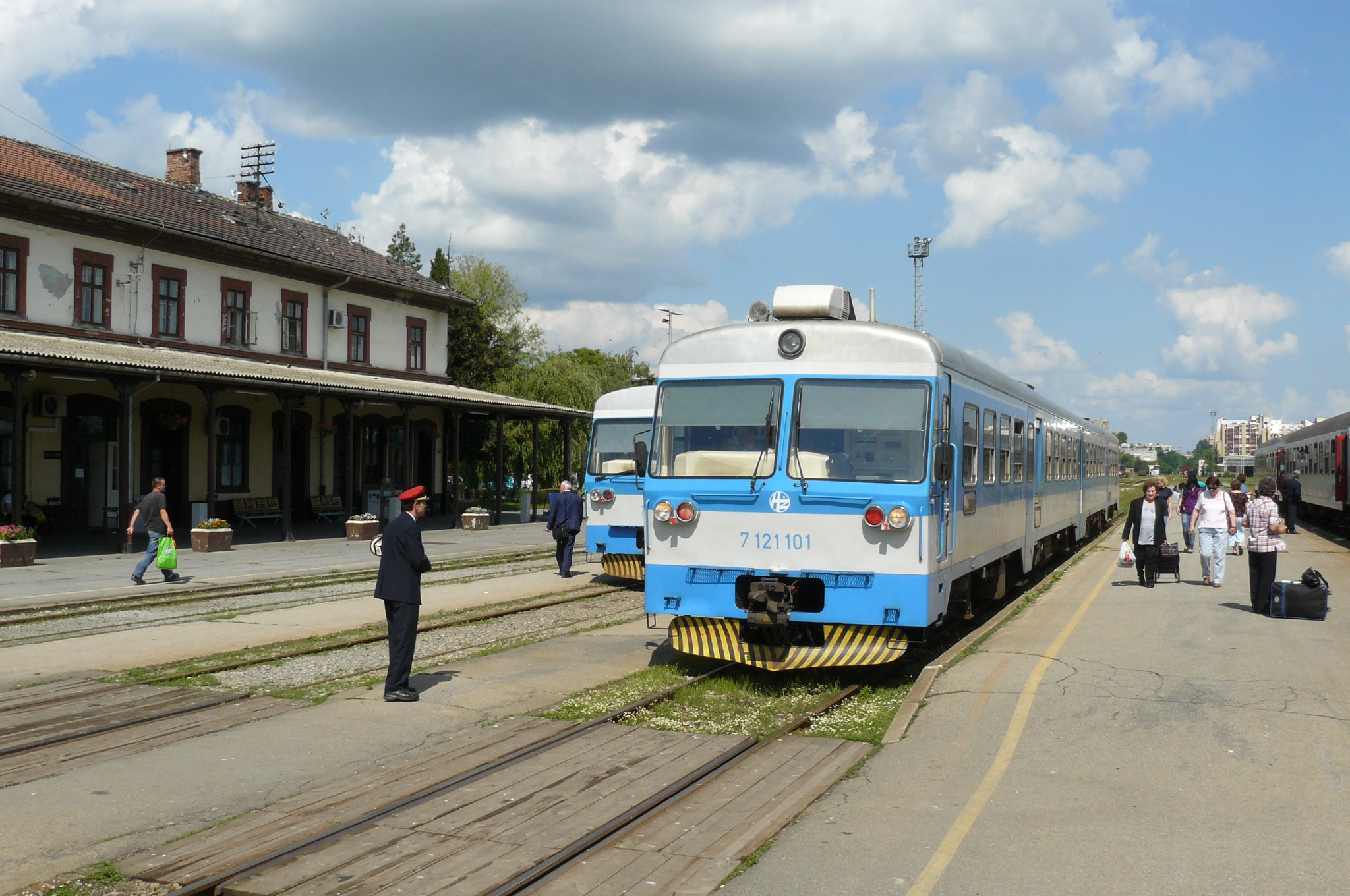
Nádraží v Osijeku

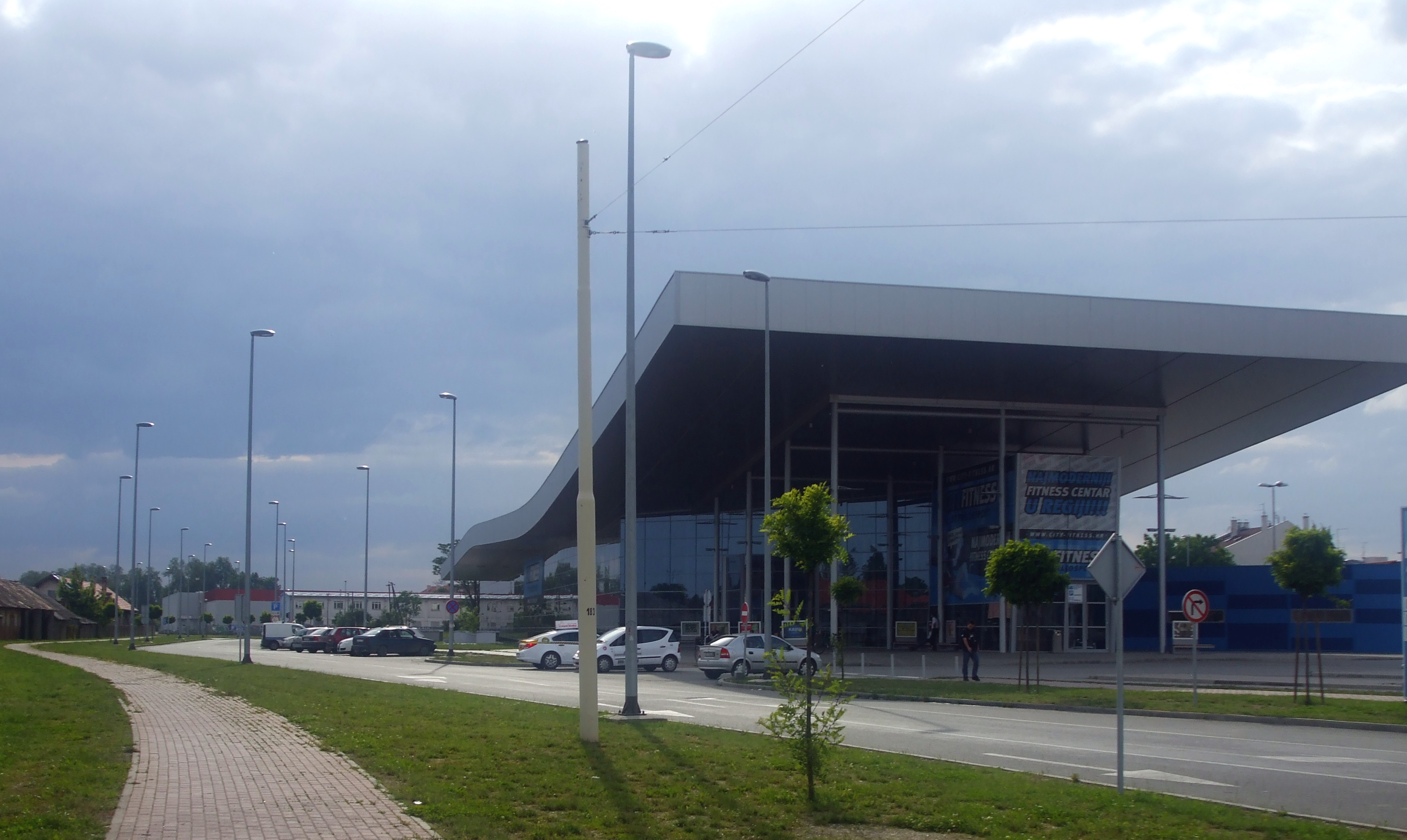
Autobusové nádraží

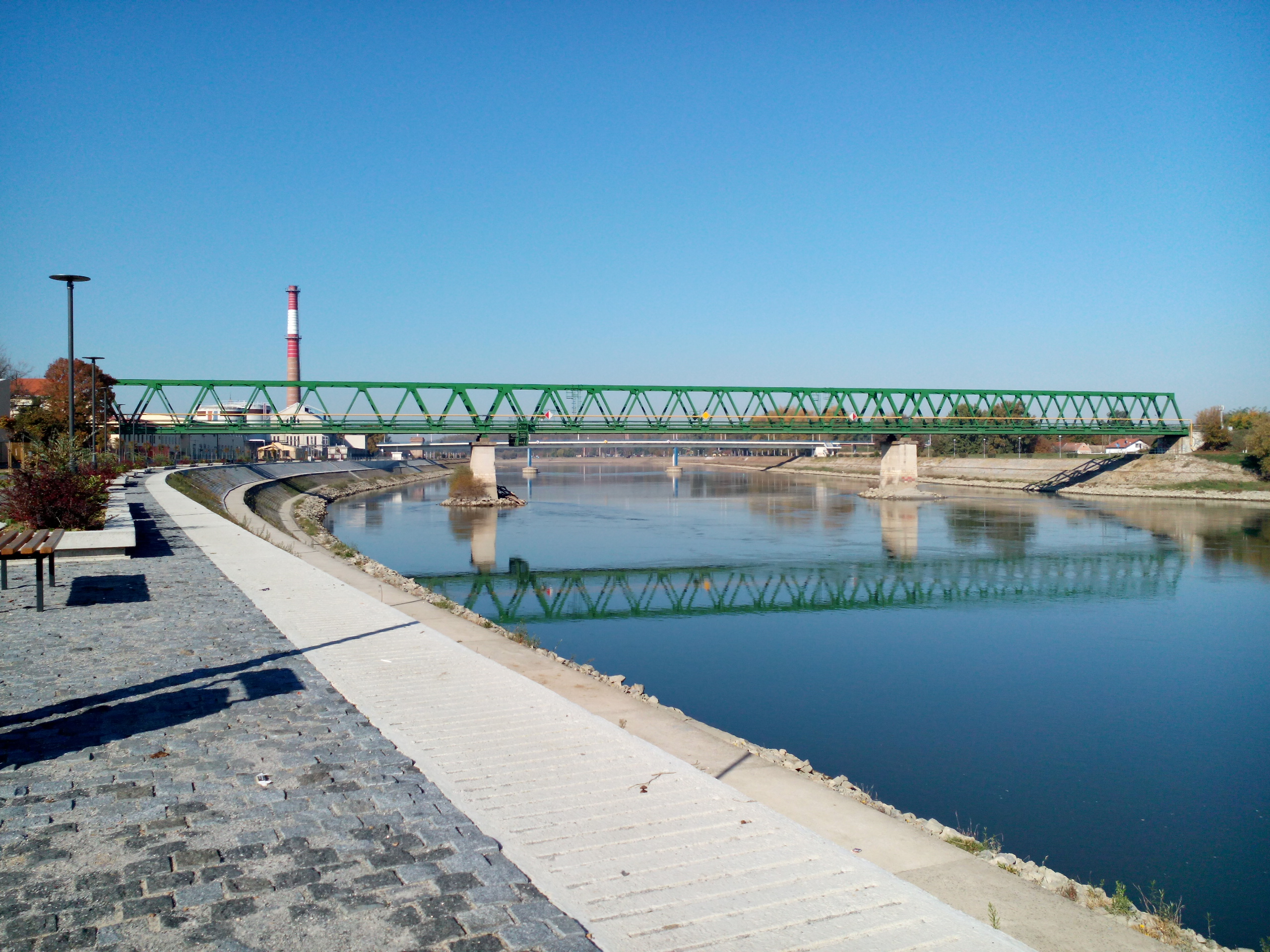
Železniční most přes řeku Drávu

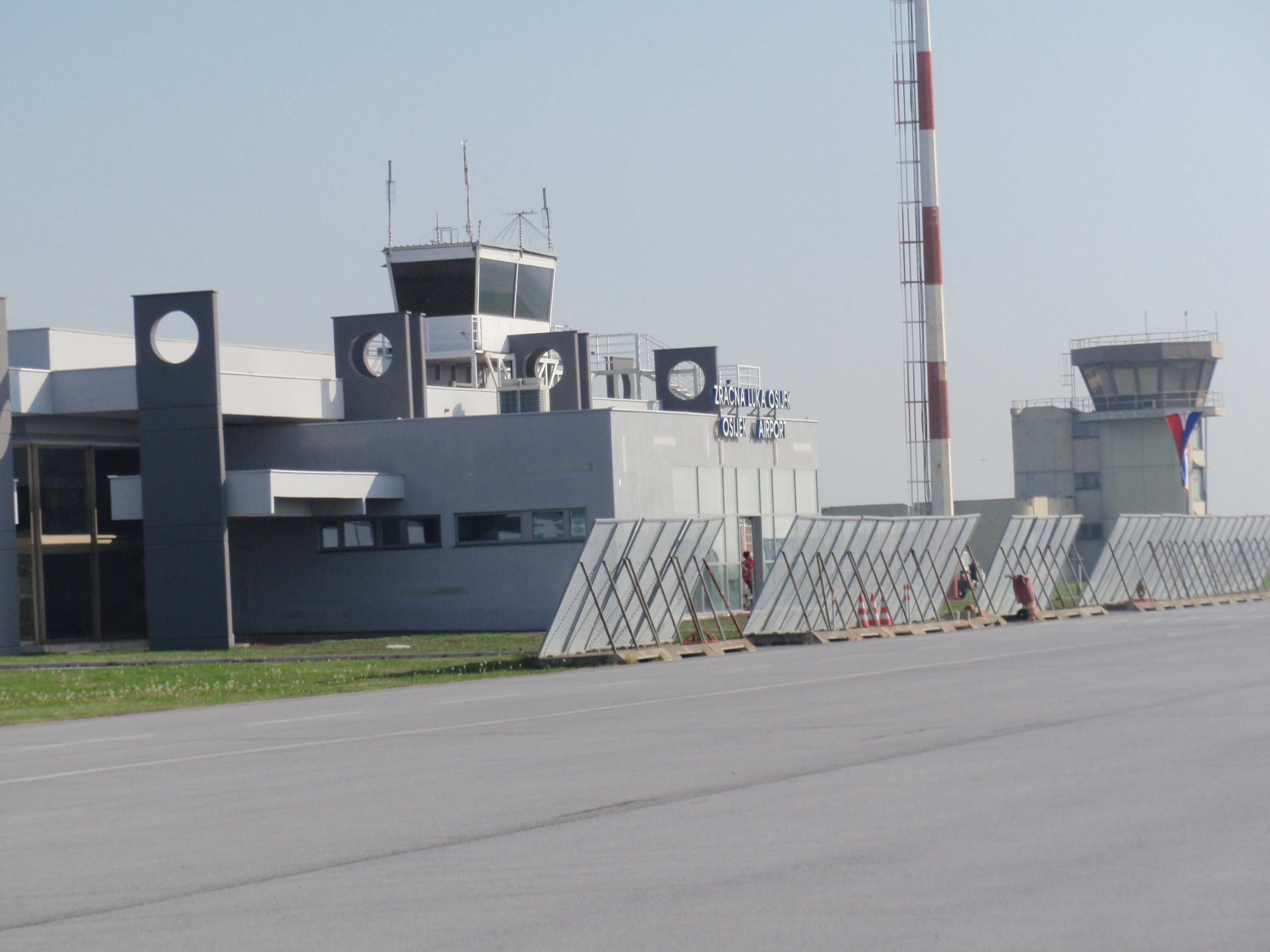
Letiště v Osijeku

Osijek se nachází na mezinárodním dopravním tahu Budapešť–Pécs–Sarajevo–Ploče; týká se to částečně i dálnice A5, která napojuje město na bývalou Dálnici bratrství a jednoty. Dálnice A5 v Osijeku končí, měla by však do roku 2024 překonat řeku Drávu po zavěšeném mostě a pokračovat dále na sever k maďarské hranici.
V Osijeku se také protínají chorvatské vnitrostátní silnice D2 a D7 (E 73).
Město má vlastní letiště (Letiště Osijek Klisa) a je napojené na železniční síť. Společně s Vinkovci představuje významný železniční dopravní uzel na území Slavonie. Vlaky spojují Osijek s městy Záhřeb, Rijeka, Požega, Virovitica, Našice, Slavonski Brod, Erdut, Vrpolje, Dalj, Đakovo,[zdroj?] a od roku 2022 dokonce i se Splitem. Město Osijek považuje vlastní letiště za nedostatečně využívané; místní železniční uzel vyžaduje investice k zajištění budoucího rozvoje. Hlavní nádraží je umístěno jihovýchodně od středu města a jižně od Tvrđi. Kromě toho se zde nachází několik menších zastávek v okrajovějších částech města.
Místní přístav slouží pro pravidelnou nákladní dopravu. Do chorvatské války za nezávislost patřil objemem zboží k předním místům v Chorvatsku. Jeho význam je dán především blízkostí Dunaje, dopravní tepny mezinárodního významu. Přístav se nachází v bezprostřední blízkosti centra města, resp. náměstí Ante Starčeviće.
Městskou dopravu zajišťují autobusy a tramvaje. Kromě Záhřebu je tak Osijek jediným městem v Chorvatsku, kde je v provozu tramvajová síť.

## Zdravotnictví
Na východním okraji města se nachází hlavní nemocnice (Kliničko-bolnički centar Osijek).

## Významné osobnosti
- Ferdinand Eßlair (1772–1840), rakouský herec
- Josip Juraj Strossmayer[23] (1815–1905), katolický kněz a politik
- Franz von Teck (1837–1900), vévoda z Tecku, otec královny Marie Velké Británie a Irska
- Adolf Waldinger (1843–1904), malíř
- Jagoda Truhelka (1864–1957), pedagožka, autorka dětských a mládežnických knih
- Josie Petru (1876–1907), operní zpěvačka ve Vídeňské opeře
- Wilma von Vukelich (1880–1956), spisovatelka
- Ludwig Adamovich starší (1890–1955), právník, univerzitní profesor v Praze, Grazu a Vídni
- Ernst Zwilling (1904–1990), cestopisec
- Franjo Šeper (1905–1981), arcibiskup Záhřebu a kardinál
- Karl Heger (1906–1996), velitel koncentračního tábora Loborgrad
- Waldemar Heger (1919–2007), zástupce velitele koncentračního tábora Loborgrad
- Branko Grünbaum (nar. 1929), matematik
- Branko Lustig (1932–2019), filmový producent v Hollywoodu, získal dva Oscary (1993 pro Schindlerův seznam, 2001 pro Gladiator)
- Krunoslav Hulak (1951–2015), šachista
- Snježana Kordić (* 1964), lingvistka
- Davor Šuker (* 1968), fotbalista
- Ana-Marija Markovina (* 1970), klavíristka
- Nenad Bjelica (* 1971), fotbalista a trenér
- Biljana Borzan (* 1971), politička
- Livio Berak (* 1977), zpěvák kapely Divlje Jagode
- Igor Budiša (* 1977), fotbalista
- Jurica Vranješ (* 1980), fotbalista
- Marko Babić (* 1981), fotbalista
- Jelena Dokić (* 1983), australská tenistka
- Miroslav Škoro (* 1962), hudebník
- Svetlana Ognjenović (* 1981), házenkářka
- Dario Vidosić (* 1987), australský fotbalista
- Domagoj Vida (* 1989), fotbalista
- Boris Vukčević (* 1990), německý fotbalista

## Partnerská města

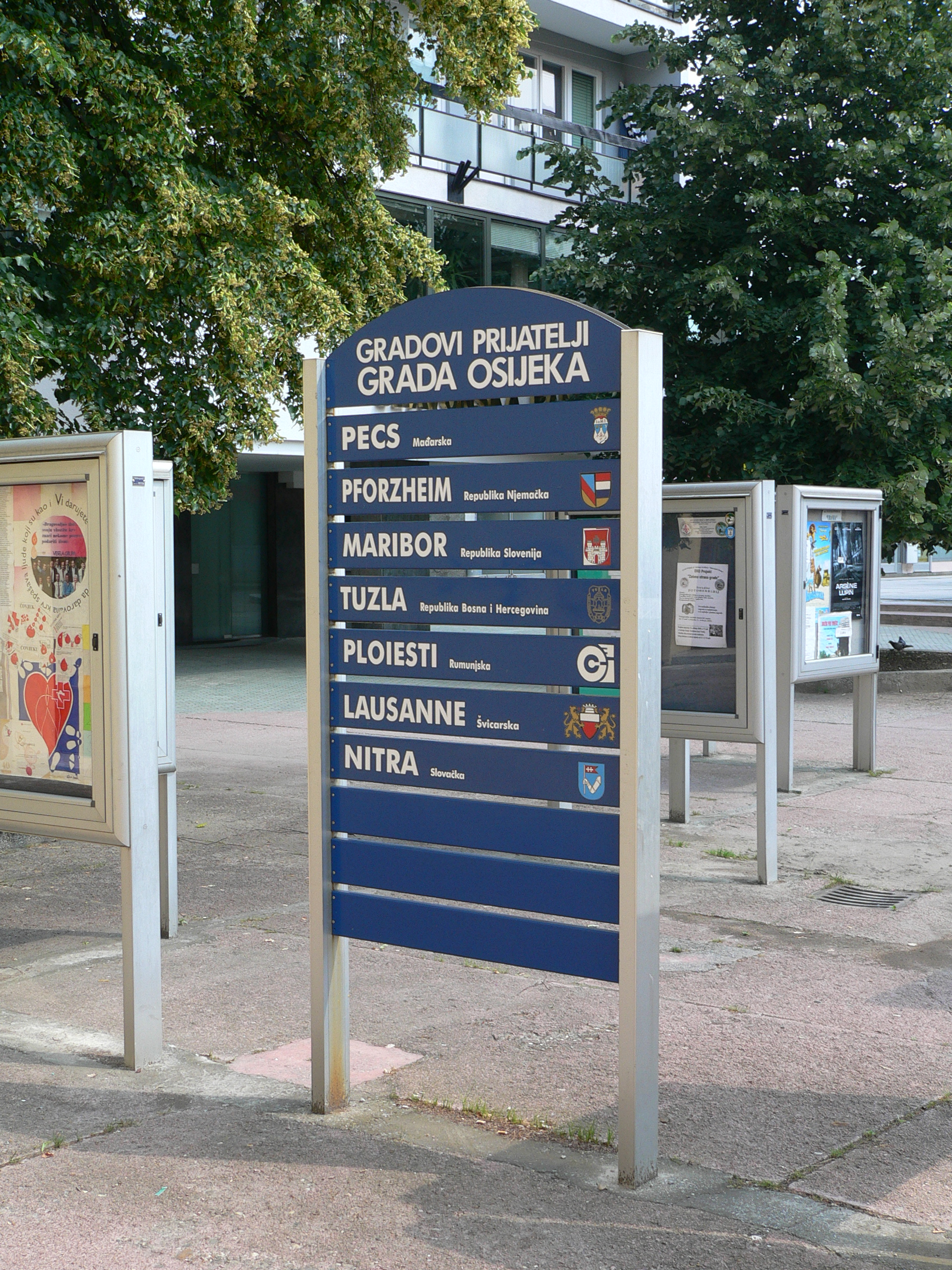
Tabule s partnerskými městy

- Budapešť, Maďarsko (XIII. obvod)
- Čenstochová, Polsko
- Lausanne, Švýcarsko
- Maribor, Slovinsko
- Nitra, Slovensko
- Pécs, Maďarsko
- Pforzheim, Německo
- Prizren, Kosovo
- Ploješť, Rumunsko
- Subotica, Srbsko
- Štýrský Hradec, Rakousko
- Tuzla, Bosna a Hercegovina
- Vicenza, Itálie